# ادموند جامباستیانی
ادموند جامباستیانی (انگلیسی: Edmund Giambastiani؛ زادهٔ ۴ مهٔ ۱۹۴۸) ادمیرال بازنشسته نیروی دریایی ایالات متحده آمریکا است، که در فاصله سال‌های ۲۰۰۵ تا ۲۰۰۷ به‌عنوان هفتمین جانشین رئیس ستاد مشترک فعالیت می‌کرد.
جامباستیانی فعالیت نظامی را از سال ۱۹۷۰ در نیروی دریایی آمریکا آغاز کرد و در دهه ۱۹۸۰ فرماندهی دو زیردریایی ان‌آر-۱ و یواس‌اس ریچارد راسل را برعهده داشت. وی از ۲۰۰۱ تا ۲۰۰۲ دستیار نظامی وزیر دفاع ایالات متحده آمریکا بود، در فاصله سال‌های ۲۰۰۲ تا ۲۰۰۵ فرماندهی نیروهای مشترک ایالات متحده را برعهده داشت و از ۲۰۰۳ تا ۲۰۰۵ به‌عنوان فرمانده عالی انتقال ناتو فعالیت می‌کرد. او در جنگ ویتنام حضور داشت و در سال ۲۰۰۷ پس از ۳۷ سال خدمت از نیروهای مسلح آمریکا بازنشسته شد.